# Чуваши (платформа)
Чуваши́ — железнодорожная платформа Башкирского региона Куйбышевской железной дороги. Пригородное сообщение. Грузовые и пассажирские операции не производятся.